# 俄羅斯入侵烏克蘭期間於俄羅斯本土的襲擊
俄羅斯境內襲擊是指自2022年俄羅斯入侵烏克蘭以来，俄羅斯布良斯克州、库尔斯克州、别尔哥罗德州以及莫斯科聯邦直轄市等多地所遭受的多起袭击事件。俄罗斯指责乌克兰應該對一系列襲擊事件负责。不過乌克兰大多數情況下既没有声称对袭击事件负责，同时也没有否认自己是幕後策劃者。

## 襲擊總覽
| 时间           | 地点                             | 形式                     | 军人死亡人数 | 军人受伤人数 | 来源  |
| -------------- | -------------------------------- | ------------------------ | ------------ | ------------ | ----- |
| 2022年2月25日  | 罗斯托夫州，米列罗沃空军基地袭击 | OTR-21“圆点”战术弹道导弹 | 1            |              |       |
| 2022年12月5日  | 萨拉托夫州，恩格斯-2空军基地     | “雨燕”无人机             | 3            | 4            | [ 3 ] |
| 2022年12月5日  | 梁赞州，贾吉列沃军用机场         | “雨燕”无人机             | 3            | 4            | [ 3 ] |
| 2022年12月26日 | 萨拉托夫州，恩格斯-2空军基地     |                          | 3            |              | [ 4 ] |

| 时间           | 地点                                   | 形式             | 死亡人数                          | 受伤人数 | 来源        |
| -------------- | -------------------------------------- | ---------------- | --------------------------------- | -------- | ----------- |
| 2022年2月24日  | 别尔哥罗德州，罗韦尼基区和别尔哥罗德区 | 炮击             | 0                                 | 3        | [ 5 ] [ 6 ] |
| 2022年4月14日  | 别尔哥罗德州，茹拉夫廖夫卡村           | 未知             | 0                                 | 1        | [ 7 ]       |
| 2022年4月14日  | 布良斯克州，克里莫沃村                 | 直升机攻击       | 0                                 | 8        | [ 8 ]       |
| 2022年4月19日  | 别尔哥罗德州，格赖沃龙区，戈洛夫奇诺村 | 炮击             | 0                                 | 1        | [ 9 ]       |
| 2022年4月25日  | 别尔哥罗德州，茹拉夫廖夫卡村           | 炮击             | 0                                 | 2        | [ 10 ]      |
| 2022年5月11日  | 别尔哥罗德州，索洛希村                 | 炮击             | 1                                 | 7        | [ 12 ]      |
| 2022年5月18日  | 别尔哥罗德州，索洛希村                 |                  | 0                                 | 1        | [ 13 ]      |
| 2022年5月26日  | 别尔哥罗德州，茹拉夫列夫卡村           | 炮击             | 1                                 | 0        | [ 14 ]      |
| 2022年6月4日   | 布良斯克州，波加尔区，斯卢切夫斯克镇   | 炮击             | 0                                 | 1        | [ 15 ]      |
| 2022年6月14日  | 布良斯克州，克林齐市                   | 未知             | 0                                 | 4        | [ 16 ]      |
| 2022年7月3日   | 别尔哥罗德州，别尔哥罗德市             | “圆点-U”导弹袭击 | 4（3名乌克兰公民，1名俄罗斯公民） | 4        |             |
| 2022年7月20日  | 别尔哥罗德州，涅霍捷耶夫卡村           | 炮击             | 1                                 | 0        | [ 19 ]      |
| 2022年8月4日   | 布良斯克州，克里莫沃村                 | “圆点-U”导弹袭击 | 0                                 | 2        | [ 20 ]      |
| 2022年9月12日  | 别尔哥罗德州，洛加切夫卡村             | 炮击             | 1（乌克兰公民）                   | 4        | [ 21 ]      |
| 2022年10月22日 | 别尔哥罗德州，舍别基诺市               | 炮击             | 2                                 | 0        | [ 22 ]      |
| 总计           |                                        |                  | 10+                               | 38+      |             |

## 2022年

### 二月
2月24日，库尔斯克州乔特基诺的一个边境检查站遭到袭击。没有人员受伤。 
2月25日，米列罗沃空军基地遭到袭击。

### 三月
3月1日，罗斯托夫州塔甘罗格的一个军事空军基地发生爆炸。
3月23日至24日，别尔哥罗德州州长维亚切斯拉夫·格拉德科夫表示，朱拉夫廖夫卡和涅霍捷耶夫卡遭到乌克兰方面的炮击。次日，俄罗斯正教会主教表示，一位随行神职人员在朱拉夫廖夫卡身亡，死亡原因是生前曾遭到烏克蘭方面發射的BM-30「龍捲風」火箭炮的炮擊。
3月29日，别尔哥罗德发生了一系列爆炸事件。  俄罗斯联邦侦查委员会指控爆炸是由乌克兰方面發射的三枚OTR-21圓點战术弹道导弹所引起。一系列爆炸導致8人受伤，21辆汽车被毁。 當天乔特基诺的一個边境检查站遭到袭击，但没有造成人员伤亡。

### 四月
4月1日，两架Mi-24雌鹿直升機擊中了别尔哥罗德的一个燃料库，不過没有造成人员伤亡。 乌克兰方面否认是該國所為。同一天，一枚火箭在俄罗斯境內發生爆炸。
4月11日，别尔哥罗德州、布良斯克州、库尔斯克州和沃罗涅日州将恐怖警报系统提高到“黄色”級別。 除别尔哥罗德州当局下令禁止兩周以內的時間裡燃放烟花爆竹。 
4月13日，布良斯克州的一个边境检查站遭到乌克兰方面的攻击，有两辆汽车受损。 
4月13日，别尔哥罗德州遭到乌克兰方面的炮击，部分居民暫時撤離。 朱拉夫廖夫卡當地有一名居民受伤。 
4月13日，俄罗斯调查委员会表示，布良斯克州克利莫沃遭到乌克兰方面的攻击直升机襲擊，有六座建筑物遭到損壞。 俄罗斯联邦卫生部表示，有七人受伤，其中两人伤势严重。次日，俄罗斯安全部门声称他们击落了一架Mi-8直升機。 
4月19日，别尔哥罗德州一村莊遭到烏克蘭攻擊，破坏了 30多所房屋受損，3名居民輕傷。 
4月24日，别尔哥罗德州的一个村庄遭到乌克兰炮击。 
4月25日，朱拉夫廖夫卡至少有两名居民因炮击而受伤。 
4月25日，布良斯克的两个石油设施发生了两起爆炸和火灾。 俄罗斯媒体表示，火灾可能是由无人机所引起。同一天，两架拜卡「旗手」TB2無人機在布良斯克州被击落。 
4月27日， 别尔哥罗德州的一個弹药库发生火灾。 
4月29日至30日，库尔斯克州雷利斯克區的一个边境检查站遭到多次炮击。 

### 五月
5月1日，俄罗斯国防部位于别尔哥罗德州的设施发生火灾，当地居民受轻伤。 
5月1日，位於库尔斯克州蘇賈的一座铁路橋樑倒塌。 
5月1日，位於彼尔姆的一家生产火药的工厂发生爆炸。 
5月11日，别尔哥罗德州遭到炮击，造成一人死亡，七人受伤。 
5月15日，乌克兰對俄羅斯境內發動空袭，造成1人受傷， 俄罗斯防空系统隨後攔截了10枚炮弹。朱拉夫廖夫卡遭到八枚炮彈襲擊，當地的一条电力线和一些农业設施受損。 
5月17日，别尔哥罗德州遭到烏克蘭方面的炮擊，有一人受轻伤。 乔特基诺的边境检查站也到炮击，不過没有人员伤亡。  5月18日，别尔哥罗德州再次遭到炮击，有一人受伤。 库尔斯克州境內也有地方遭到炮击。 
5月19日，乔特基诺一家酿酒厂遭到炮击，造成一名卡车司机死亡，一名平民受伤。 同一天，俄羅斯其他地方也遭到了炮击。 
5月25日，朱拉夫廖夫卡有一人因炮擊而受伤。 
5月26日，俄羅斯境內一地點遭到乌克兰炮击，造成当地学校的一名教师被碎玻璃劃傷。 
5月31日凌晨2点30分左右，俄羅斯境內一地點遭到乌克兰方面的攻擊。 

### 六月
6月6日，乔特基诺的一座橋樑遭到炮击並損毀。一栋公寓嚴重受損，一辆汽车被焚毀，当地的糖厂也受損。 
从6月12日开始，克林齊及其周边地区连续三天遭到炮击。6月14日，一架直升机向克林齊的居民区发射导弹，並摧毁了数十座房屋。  此次攻擊造成六人受伤。 

### 七月
7月3日，别尔哥罗德的平民区發生爆炸，至少造成5人死亡，50座建筑物被毁。俄羅斯国防部发言人伊戈尔·科纳申科夫表示，俄罗斯击落了三枚装有集束弹头的乌克兰OTR-21托奇卡導彈。乌克兰方面否认对爆炸事件负责。
7月20日，别尔哥罗德州州长格拉德科夫表示，该州涅霍捷耶夫卡村遭到来自乌克兰方面的炮击，一名村民死亡。

### 九月
别尔哥罗德州的瓦盧伊基遭到炮击，造成一名平民丧生，两人受傷住院。 

### 十月
10月21日，别尔哥罗德州舍別基諾一家油漆厂被乌军炮火击中起火。10月22日，舍別基諾再次遭到乌军持续炮击，市内购物中心等多个建筑被击中，造成2名平民死亡，另有12人受伤，近1.5万人的电力供应中断。

## 2023年

### 一月
1月24日，俄罗斯别尔哥罗德州州长表示，開戰以來该地区已有25人死于乌克兰炮击，另有96人受伤。

### 三月
3月2日發生2023年布良斯克州襲擊。俄罗斯志愿军团據報襲擊了布良斯克州的柳別恰涅和蘇沙內。

### 四月
4月30日，布良斯克州州长表示，蘇澤姆卡遭到烏克蘭炮擊，炮擊造成两名平民死亡。

### 五月
5月3日，無人機襲擊克里姆林宮。同時羅斯托夫州和克拉斯諾達爾的油庫遭到無人機攻擊後起火。
5月10日，沃罗涅日州和库尔斯克州州长表示，有三架无人机被防空系统击落，受無人機的殘骸影響，库尔斯克的一条管道受損。
5月14日，斯塔羅杜布的一個食品加工設施遭到烏克蘭無人機襲擊。
5月21日，俄罗斯别尔哥罗德州Golovchino的一座行政大楼起火。俄罗斯官员認為火灾是由一架四轴飞行器所引發。
5月22日發生2023年別爾哥羅德州襲擊。當天俄羅斯布良斯克地區州長表示，烏克蘭武裝部隊向當地發射迫擊砲彈，導致兩棟房屋起火，沒有人員傷亡。
5月23日，俄罗斯库尔斯克州州长表示，一个变电站遭到一架无人机襲擊，當地与乌克兰接壤的三个村庄停電。當天别尔哥罗德州州长表示，别尔哥罗德和别尔哥罗德地区上空有无人机被击落，无人受伤。
5月26日，别尔哥罗德州的四个地区遭到乌克兰炮击。一枚乌克兰导弹在罗斯托夫州的莫罗佐夫斯克上空被击落。克拉斯诺达尔遭到两架乌克兰无人机襲擊，一座住宅和办公楼受損。
5月27日，普斯科夫州州長表示，該州境內位於输油管道附近的一個行政大楼遭到两架无人机袭击，並引发爆炸。暫時没有人员伤亡的报告，但建筑物受损。库尔斯克州一名建筑工人被乌克兰發射的炮彈炸死。别尔哥罗德州州长表示，该州舍别基诺区遭乌克兰方面炮击，导致1人死亡、3人受伤。
5月28日，俄羅斯方面表示有無人機試圖攻擊克拉斯诺达尔边疆区伊利斯基的一個煉油廠，不過這些無人機被防空系統擊落。
5月29日，貝爾哥羅德州州長表示，该州多个地区过去24小时内共遭到乌军无人机、迫击炮和火炮攻击300余次，其中邊境城鎮舍別基諾有兩座工業設施被砲擊，4名員工受傷，數個聚落斷電。
5月30日，莫斯科的2棟公寓遭到8架無人機攻擊，造成建築物外牆受損、玻璃碎裂，未有任何人傷亡。莫斯科市長表示有2人尋求醫療援助。俄羅斯國防部指控無人機是烏克蘭發動的，不過烏克蘭對此予以否認。當天别尔哥罗德州遭到炮击，造成一人死亡，两人受伤。
5月31日，克拉斯诺达尔的阿菲普斯基炼油厂发生火灾。當地官員認為煉油廠遭到烏克蘭無人機的襲擊，所以才會發生火災。伊利斯基的煉油廠同樣遭到無人機襲擊。貝爾哥羅德州州長表示，烏克蘭火砲攻擊城鎮舍別基諾，導致5間房屋、1所學校損毁，一共造成4人受傷。貝爾哥羅德州州長同時宣布境內部分地區的兒童開始疏散至其他地方，因為他們所在的地區經常遭到烏克蘭炮擊。其中300名儿童将被疏散至沃罗涅日，另外1000名儿童将在未来几天内疏散到其他地区。

### 六月
6月1日，俄罗斯志愿军团宣佈展開「第二階段」行動，並與「自由俄羅斯」軍團突襲别尔哥罗德州的新塔沃爾然卡和舍別基諾。俄羅斯國防部宣稱，有兩個摩托化步兵连在坦克支援下，企圖「入侵」俄羅斯領土，但遭到聯邦安全局和邊防軍擊退。俄羅斯方面表示有30多名士兵被擊斃，四辆装甲车被摧毀。當天別爾哥羅德州州長表示該州再次遭到烏克蘭炮擊，有8人受傷。
6月2日，布良斯克州州长表示，該州與烏克蘭接壤的一個村庄被乌克兰军队炮击，一座房屋被摧毁。當天马斯洛瓦普里斯坦境內的一條公路遭到烏克蘭炮擊，造成2人死亡，2人受傷。同時俄羅斯自由軍團宣佈對新塔沃尔然卡襲擊事件負責，並表示平民車輛遭襲的原因是俄罗斯軍隊錯把平民车辆當成是俄羅斯自由军团的车辆。車內2人死亡。斯摩棱斯克州的两个城镇遭到無人機襲擊。受烏克蘭炮擊和無人機襲擊影響，布良斯克和库尔斯克境內有建筑物遭損毀。
6月3日，别尔哥罗德州州长表示，该州首府别尔哥罗德等多地在过去24小时内遭到乌军上百次袭击，造成1人受伤，一些民宅等民用设施受损。瓦卢伊基区和舍别基诺区遭乌军炮击，造成至少5人死亡、10多人受伤。舍别基诺市电力和供水中断。
6月5日，別爾哥羅德地區州長表示，烏克蘭武裝部隊在過去24小時內向該地區發射了650發炮彈，一家能源設施起火，沒有人員傷亡。 卡卢加州境內有兩架無人機墜落，不過沒有發生爆炸。
6月6日，别尔哥罗德州舍別基諾再次遭到乌克兰炮击。
6月7日，別爾哥羅德州州長表示，烏克蘭使用導彈轟炸捨別基諾鎮，其中40多枚炮彈擊中工業區，並且發生火災。另有20枚炮彈飛入該市的各個地區，沒有人員傷亡。
6月8日，別爾哥羅德州州長表示，烏克蘭無人機襲擊邊境地區的兩個定居點，造成一人受傷。
6月9日，沃羅涅日地區州長表示，一架無人機襲擊當地的一棟居民樓，並造成3人被玻璃碎片砸傷。當地進入緊急狀態。
6月11日，卡盧加州州長表示，一架無人機在朱可夫區斯特列爾科夫卡村附近墜毀，無人受傷，該處距離俄羅斯首都莫斯科僅約130公里。
6月13日，庫爾斯克地區州長表示，當地清晨遭到烏克蘭砲擊，造成房屋受損，天然氣和電力供應中斷。
6月17日，布良斯克地區州長表示，防空系統擊落烏克蘭武裝部隊對諾沃日布科夫區德魯日巴煉油廠的襲擊，當中包括三架無人機。
6月19日，別爾哥羅德州州長表示，瓦盧伊基發生爆炸，造成7人受傷。
6月21日，莫斯科州州長表示，兩架無人機在接近莫斯科附近的軍事倉庫時被擊落，並沒有損壞或傷亡，俄羅斯國防部表示，部隊挫敗烏克蘭無人機對莫斯科地區的襲擊，三架無人機被擊落。
6月22日，库尔斯克发生无人机袭击事件。
6月23日，庫爾斯克州長表示，防空火力在烏克蘭邊境附近的庫爾斯克上空擊落一架無人機，沒有提到任何損壞或傷亡，但要求居民避免任何倒塌的碎片。別爾哥羅德地區州長表示，烏克蘭軍方在過去24小時內發射多枚炮彈，向謝季諾夫卡村發射九枚炮彈，向朱拉夫列夫卡村發射四枚炮彈，炮擊沒有造成任何人受傷，也沒有造成任何損壞。
6月28日，別爾哥羅德地區州長表示，烏克蘭對該地區進行襲擊，導致約200多人的供水中斷。

### 七月
7月2日，克拉斯諾達爾南部普里莫爾斯科-阿赫塔爾斯克機場附近發生爆炸，克里姆林宮附屬Telegram頻道表示，俄羅斯防空系統擊落一枚導彈，旨在襲擊機場的燃料庫，克拉斯諾達爾州州長表示，沒有人員傷亡或損失。、
7月4日，俄罗斯声称在莫斯科郊外击落了四架无人机，而且還通過电子作战干扰了第五架无人机，使其在莫斯科州奥金佐沃区境內墜毀。受此影响，伏努科沃国际机场暫時停飛。
7月5日，俄羅斯庫爾斯克州長表示，當天凌晨遭到烏克蘭軍隊越境的炮擊，一所學校和一棟住宅損壞，沒有人員傷亡報告。俄羅斯貝爾哥羅德州長表示，當天凌晨瓦盧伊基鎮遭到烏克蘭軍隊炮擊，防空系統工作正常，但地面遭到破壞，沒有人員傷亡報告。俄羅斯國家通訊社塔斯社報道，俄羅斯鐵路網的網站和移動應用程式受到大規模駭客攻擊。
7月7日，別爾哥羅德地區州長表示，烏克蘭對當地發動炮擊，導致1名平民死亡，部分武器碎片對定居點造成破壞。
7月8日，別爾哥羅德州州長表示，烏克蘭攻擊俄羅斯邊境市鎮謝貝基諾，其中一枚導彈擊中一個市場，引發火災。
7月16日，別爾哥羅德州長表示，烏克蘭軍隊用BM-21火箭炮炮擊烏克蘭邊境附近的謝貝基諾，造成1人死亡。
7月21日，烏克蘭朝別爾哥羅德州靠近烏克蘭邊境附近的一個村莊發射集束彈，沒有人員傷亡。
7月24日，莫斯科兩座非住宅建築遭到無人機襲擊，襲擊未造成嚴重破壞及人員傷亡。兩架烏無人機受電子戰設備干擾後墜毀。事發後莫斯科部分地區街道封閉。另外還有一架无人机在莫斯科泽列诺格勒中央墓地坠落，没有造成人员伤亡。
7月28日，羅斯托夫州塔甘羅格市中心發生兩次爆炸，有市民目擊導彈擊中該市，至少16人受傷。該市爆炸地区进入紧急状态。有一枚导弹在亞速附近被拦截。还有一枚爆炸物在萨马拉州的古比雪夫炼油厂被引爆。莫斯科州还击落了一架无人机。
7月30日，乌克兰无人机袭击莫斯科，损坏了两座办公楼，并导致伏努科沃國際機場暂停运营一小时，另有1人受傷。同時俄罗斯军方声称击落了三架无人机。羅斯托夫州長表示，當天也有一架無人機墜毀在達拉干諾夫卡村（Daraganovka）。
7月31日，俄罗斯布良斯克州的一个警察局被一架无人机击中。一個邊境村莊遭到烏克蘭炮擊。

### 八月
8月1日，俄羅斯官方媒體報道，幾架無人機在莫斯科上空被擊落，其中一架無人機擊中7月30日襲擊中遇襲的其中一棟辦公大樓。布良斯克州長表示，烏克蘭軍隊炮擊丘羅維奇，沒有人員傷亡。俄佔塞瓦斯托波爾官員表示，擊落一架烏克蘭無人機。
8月3日，卡盧加州州長表示，6架無人機企圖飛越卡盧加州時被防空部隊擊落，未造成傷亡或損失。
8月4日，庫爾斯克州州長表示，烏克蘭無人機在庫爾斯克市上空投擲炸藥，損壞兩棟行政大樓。
8月6日，莫斯科市長表示，俄羅斯防空系統擊落一架飛往莫斯科的無人機，位於莫斯科市中心西南30公里的伏努科沃國際機場短暫暫停升降。
8月7日，盧加州州長表示，俄羅斯卡盧加州防空系統在凌晨擊落1架無人機，當時正試圖飛過卡盧加州，沒有人員傷亡或損壞。別爾哥羅德州州長表示，別爾哥羅德州防空系統擊落1架無人機，沒有人員傷亡或損壞。
8月9日，俄罗斯国防部表示，防空系统当日凌晨在莫斯科州上空击毁两架乌方无人机，无人员伤亡和财产损失。俄羅斯緊急情況部表示，莫斯科東北部的一家工廠發生爆炸，造成22人受傷，該工廠為軍隊、執法機構、工業和醫療保健開發和製造光學和光電裝置，當局聲稱爆炸是因「人為錯誤」造成。俄羅斯布良斯克州州長表示，境內遭到烏軍炮擊。有地方的建筑和基础设施遭到破壞。
8月10日，俄羅斯莫斯科市長表示，凌晨兩架無人機在前往莫斯科的途中被擊落。俄羅斯布良斯克州長表示，烏克蘭炮擊該州，造成一人死亡，兩人受傷。
8月11日，俄羅斯國防部表示，在莫斯科上空擊落一架攻擊無人機。
8月13日，俄羅斯國防部表示，午夜至凌晨之間在別爾哥羅德州上空擊落1架烏克蘭無人機，沒有人員傷亡或損壞。俄羅斯庫爾斯克州長表示，烏克蘭炮擊庫爾斯克地區，造成三名平民受傷。
8月16日，俄羅斯國防部表示，在莫斯科西南卡盧加地區上空擊落3架烏克蘭無人機。
8月18日，俄罗斯国防部表示俄军於当天凌晨4时左右在莫斯科上空击落了一架乌克兰无人机。有建築外墻受損。莫斯科部分航班被取消或延误。伏努科沃机场在短暂关闭空域后重新开放。別哥羅德州州長表示，烏克蘭軍隊在過去一天猛烈襲擊別哥羅德州，發射16枚炮彈和67枚迫擊炮彈。
8月19日，俄羅斯國防部表示，上午1架烏克蘭無人機襲擊俄羅斯諾夫哥羅德西北部地區一個軍事機場，襲擊導致機場發生火災，1架飛機受損，沒有人員傷亡。另外，國防部表示，在別爾哥羅德地區擊落一架烏克蘭無人機。
8月20日，库尔斯克火车站遭到一架乌克兰无人机袭击後起火，造成5人受傷。罗斯托夫州、别尔哥罗德和莫斯科也出现了无人机，迫使伏努科沃机场和多莫杰多沃机场关闭。
8月21日，莫斯科遭到乌克兰无人机袭击，坠落的碎片造成两人受伤。莫斯科州的伏努科沃机场、多莫杰多沃机场、谢列梅捷沃机场和茹科夫斯基国际机场的约50架次航班中断。俄罗斯声称击落了一架无人机并對另一架無人機實施干擾。
8月22日，两架无人机在莫斯科附近被击落，其中一架击中了一座25层高的建筑，导致莫斯科的主要机场关闭。另有两架无人机在布良斯克州上空被击落。
8月23日，两架无人机在莫斯科州上空被击落，另有一架无人机撞上了莫斯科市中心一栋在建大楼，导致该市机场暂时关闭。别尔哥罗德州州长表示，該州境內的一家疗养院遭到無人機襲擊，造成三人死亡。
8月25日，一枚S-200导弹在奥布宁斯克上空被擊落，迫使伏努科沃機場和多莫杰多沃机场暂时关闭。图拉州也发生爆炸。
8月26日，一架無人機在莫斯科被擊落，導致莫斯科境內的機場再度關閉。别尔哥罗德州州长表示，一架无人机在該州境內被击落，而該州有建築物被乌克兰炮击，造成四人受傷。還有人遭到無人機襲擊而身亡。布良斯克州也出現了无人机袭击事件。
8月27日，庫爾斯克州州長表示，1架烏克蘭無人機攻擊俄羅斯庫爾斯克市，破壞一棟住宅樓，沒有人受傷。库尔斯克州境內的一个机场還遭到16架无人机袭击，四架苏-30战斗机、一架米格-29战斗机、一个S-300复合雷达和两个铠甲-S1导弹也遭到袭击。
8月28日，莫斯科市市长索比亚宁称，防空系统在莫斯科州击落一架无人机，没有地面人员伤亡和建筑损毁。俄羅斯國防部表示，防空部隊凌晨在布良斯克州上空擊落2架烏克蘭無人機，沒有造成人員傷亡。
8月29日，俄罗斯方面表示在图拉州上空击落了两架无人机。
8月30日，俄罗斯普斯科夫州州长表示，29日深夜，乌克兰无人机对普斯科夫机场发动袭击，袭击导致机场起火，没有造成人员伤亡，机场30日所有航班已被取消。俄军4架伊尔-76运输机受损。30日凌晨，乌克兰对俄中央联邦区、布良斯克州、奧裡奧爾州、卡盧加州和梁贊州等境内目标发动無人機袭击，这些无人机在多个地区被摧毁。莫斯科和圖拉州領空關閉。莫斯科市長表示，在對俄羅斯西部地區的「大規模」襲擊中，防空系統在莫斯科上空擊落1架無人機。
8月31日，俄罗斯国防部表示当天上午，一架乌克兰无人机在莫斯科州东南部地区上空被防空系统击落。另有三架无人机在布良斯克上空被击落。

### 九月
9月1日，俄羅斯防空部隊表示，在莫斯科州柳別爾齊上空擊落一架正飛往莫斯科市的無人機，沒有傷亡報告。俄羅斯庫爾斯克州長表示，防空部隊擊落1架無人機，另有1架無人機襲擊距離庫爾斯克核電站僅幾公里的庫爾恰託夫鎮，沒有傷亡報告。俄羅斯別爾哥羅德州長表示，防空部隊擊落一架無人機，沒有傷亡報告。俄羅斯國防部表示，過去一週，摧毀281架烏克蘭無人機，包括俄羅斯西部地區的29架，表明俄羅斯和烏克蘭之間正在進行無人機戰爭。
9月2日，俄羅斯國防部表示，部隊在別爾哥羅德地區上空擊落3架烏克蘭無人機，別爾哥羅德州長表示，烏克蘭火箭彈襲擊邊境附近一個村莊，至少造成1名平民死亡。布良斯克和庫爾斯克州長分别表示，烏克蘭炮擊當地，其中在庫爾斯克地區，至少造成1名平民受傷。
9月3日，一架乌克兰无人机在库尔恰托夫上空被击落。
9月5日，俄罗斯方面表示在特维尔州、卡卢加州、布良斯克州和莫斯科州上空击落了四架无人机。
9月7日，位於顿河畔罗斯托夫的俄羅斯南部军区总部遭到两架无人机袭击，造成一人受伤，三座建筑物受损。另一架无人机在莫斯科州上空被击落。伏尔加格勒州遭到一架无人机襲擊，这是伏尔加格勒州首次遭到無人機袭击。布良斯克的一座工业设施遭到無人機襲擊並起火。
9月9日，別爾哥羅德州州長表示，烏克蘭部隊向該州發射20多枚炮彈，導致特雷布雷諾的電力被切斷。
9月10日，俄羅斯國防部表示，防空部隊在布良斯克地區上空，擊落一架烏克蘭無人機。
9月11日，有两架无人机在别尔哥罗德州上空被击落。库尔斯克州遭到无人机袭击，有两栋房屋受損。
9月14日，布良斯克州上空有四架无人机被击落。庫爾斯克州長表示，烏克蘭跨境炮擊庫爾斯克州喬特基諾，至少造成1名平民死亡。
9月16日，有两架无人机在特维尔州和卡卢加州上空被击落。库尔斯克州靠近俄烏边境的村庄遭到炮击，造成一人死亡。
9月17日，俄羅斯表示在莫斯科州上空擊落4架無人機，奧廖爾一個油庫遭到無人機破壞。
9月18日，俄羅斯防空系統在別爾哥羅德州上空擊落3個飛行目標。別爾哥羅德州州長表示，烏克蘭炮擊別爾哥羅德州後，格洛沃和貝西梅諾的電力供應被切斷，沒有人員傷亡。
9月19日，俄罗斯声称有两架无人机在别尔哥罗德州和奥廖尔州上空被击落。
9月20日，俄羅斯別爾哥羅德州長表示，烏克蘭武裝部隊跨境炮擊，導致別爾哥羅德地區的三個定居點受損，至少造成1名平民死亡，2名平民受傷。
9月21日，俄罗斯声称在克里米亚上空以及库尔斯克州、别尔哥罗德州和奥廖尔州击落了19架乌克兰无人机。
9月22日，別爾哥羅德州長表示，別爾哥羅德州特雷佈雷諾遭到烏克蘭攻擊，不過沒有任何傷亡。
9月24日，库尔斯克州州长声称库尔斯克市的一座政府大楼遭到乌克兰无人机襲擊，而且受損。另一架无人机在布良斯克州上空被拦截。別爾哥羅德州州長表示，烏克蘭無人機襲擊俄羅斯別爾哥羅德州，至少造成1名平民受傷。烏克蘭軍事情報局表示，「不明人士」一夜之間襲擊俄羅斯莫斯科州和卡盧加州的軍事設施。其中，1輛油罐車在莫斯科州納羅-福明斯基的一個軍事基地被摧毀，另有4輛拖車在卡盧加市的一個基地被摧毀。
9月28日，俄罗斯方面表示别尔哥罗德州边境地区遭到乌克兰破坏组织袭击。俄軍很快將他們擊退。
9月30日，布良斯克州一定居点遭到乌克兰无人机袭击，造成當地停电。

### 十月
10月1日，别尔哥罗德州舍贝基诺的一个市场遭到炮击，造成三人受伤。
10月3日，一架無人機在布良斯克州上空被攔截。
10月5日，雷利斯克遭到烏克蘭集束炸彈襲擊，造成1人受傷。庫爾斯克州境內有地方遭到無人機襲擊後停電。
10月7日，别尔哥罗德州遭到乌克兰炮击，1人身亡。俄罗斯国防部则声称在该州上空摧毁了三枚烏克蘭發射的导弹，并挫败了一次针对莫斯科的无人机袭击。
10月10日，别尔哥罗德州的一对夫妇被乌克兰炮弹炸死。
10月12日，有无人机碎片坠落在别尔哥罗德州並引发火灾，造成两人死亡。
10月14日，俄羅斯國防部通報稱，當天早晨俄軍防空力量在克拉斯諾達爾邊疆區黑海沿岸地帶擊落兩架烏克蘭無人機。無人機來襲導致索契機場一度關閉。
10月15日，俄罗斯声称在库尔斯克州和别尔哥罗德州上空击落了27架无人机。别尔哥罗德州境內有能源基礎設施遭到襲擊，州內有地區停電。
10月18日，俄罗斯表示在库尔斯克州和别尔哥罗德州以及黑海上空击落28架无人机。库尔斯克哈里诺空军基地附近的一个军营遭到乌克兰安全局无人机的袭击。

### 十一月
11月10日，俄罗斯表示在莫斯科和斯摩棱斯克州上空拦截了两架无人机。
11月19日凌晨1时左右，俄罗斯在莫斯科州上空摧毁了一架乌克兰攻击型无人机。
11月26日，俄羅斯國防部表示，俄方在包括莫斯科在內的俄國多個州上空，擊落至少20架烏克蘭無人機。
11月30日，一列货运列车行驶至北穆亞隧道時隧道发生爆炸。烏克蘭真理報聲稱此爆炸由烏克蘭國家安全局於幕後策劃。烏克蘭當局並無對此做出評論。而另一列运载燃料的火车在行駛至贝加尔-阿穆尔铁路线的一座35米高的橋樑時又发生爆炸。

### 十二月
12月17日凌晨，俄羅斯聲稱在利佩茨克州、羅斯托夫州及伏爾加格勒州擊落33架無人機。同日，羅斯托夫州莫羅佐夫斯克一所空軍基地被無人機襲擊。據烏克蘭媒體報道，此次襲擊由烏克蘭軍方策劃。
12月30日，莫斯科指控烏克蘭使用烏克蘭及捷克製造的飛彈對別爾哥羅德發動空襲，導致24人死亡，超過100人受傷。英國媒體引述烏克蘭安全部門消息人士稱，烏克蘭向俄羅斯發射70多架無人機，回應29日的俄軍空襲。布良斯克州長表示，1名兒童在襲擊中喪生。
烏克蘭媒體及英國媒體引述烏克蘭安全部門消息人士稱，俄羅斯防空系統失誤導致碎片落入民用設施，而烏軍並無針對民用設施。俄羅斯國防部揚言會報復，並宣稱俄軍只有攻擊烏克蘭的軍事設施和為軍隊服務的基礎設施。克里姆林宮發言人瑪麗亞·扎哈羅娃對塔斯社表示，英國、美國及向烏克蘭供應武器的歐盟國家煽動烏克蘭發動此次襲擊，並稱其為「恐怖攻擊」負有責任。

## 2024年

### 一月
1月17日，俄罗斯军队声称在别尔哥罗德州上空击落七枚导弹和四架无人机。
1月18日，俄羅斯國防部聲稱在莫斯科州及列寧格勒州分別各擊落1架烏軍無人機。多多個俄羅斯Telegram頻道表示，無人機於距離烏克蘭約1千公里的聖彼得堡芬蘭灣一個大型石油碼頭內墜毀並爆炸。烏克蘭傳媒《真理報》援引情報消息報道，烏克蘭國防部情報總局策劃在夜間向聖彼得堡附近一個油庫發動無人機襲擊。烏克蘭戰略工業部長表示，烏克蘭成功使用1架無人機，飛行1,250公里，襲擊位於俄羅斯聖彼得堡的目標。
1月21日，俄羅斯國防部表示，午夜至凌晨期間，烏軍無人機襲擊俄羅斯圖拉州、斯摩棱斯克州和奧廖爾州，防空部隊在圖拉州上空擊落1架無人機，在斯摩棱斯克州上空擊落4架無人機，在奧廖爾州上空擊落1架無人機。據當地媒體報道，列寧格勒州亦被2架無人機襲擊。烏克蘭媒體《公眾》及《基輔郵報》分別引述烏克蘭軍方消息報道，烏軍無人機成功襲擊斯摩倫斯克一個航空工廠、圖拉州一個生產「鎧甲-S」的導彈工廠、以及列寧格勒州金吉謝普區烏斯季盧加一個大型天然氣碼頭。
1月29日，俄羅斯雅羅斯拉夫爾州州長表示，1架烏克蘭無人機飛行900多公里，試圖攻擊俄羅斯最大煉油廠之一，雅羅斯拉夫爾煉油廠，遭到俄軍電子戰系統壓制。多個俄羅斯telegram頻道則表示，根據初步資料，無人機屬自制，俄羅斯安全部門正試圖確定來源，而無人機墜毀在煉油廠內，導致一場火災。
1月30日，俄羅斯國防部表示，防空部隊在多地擊落21架無人機，其中，在俄佔克里米亞上空擊落11架無人機，在別爾哥羅德州上空擊落5架，在布良斯克州上空擊落3架，在卡盧加地區上空擊落1架。
1月31日，俄羅斯國防部表示，防空部隊在普斯科夫州擊落1架無人機。凌晨，聖彼得堡涅夫斯基馬祖特工廠發生爆炸。 據《烏克蘭真理報》報道，此為烏克蘭國防部情報總局進行的一次襲擊。

### 二月
2月1日，俄羅斯國防部聲稱，凌晨期間，防空部隊在別爾哥羅德州、庫爾斯克州和沃羅涅日州擊落11架無人機。
2月3日，俄羅斯國防部稱，凌晨時分，防空部隊在別爾哥羅德州、伏爾加格勒州及羅斯托夫州共擊落4架無人機。俄羅斯伏爾加格勒州州長表示，多架烏克蘭無人機攻擊該州盧克石油的一個煉油廠，而即便防空系統擊退部分無人機，但煉油廠仍然起火。該煉油廠為俄羅斯南部聯邦管區最大的石油產品生產商，產能約為1,480萬噸。 據《烏克蘭真理報》引述烏軍消息報道，烏克蘭安全局進行此次襲擊，而當中兩架無人機襲擊了主要煉油設施。
2月4日，俄羅斯别尔哥罗德州州长表示，乌克兰分別袭击两个边境村庄。
2月8日，别尔哥罗德州州长表示，乌克兰的两次袭击造成六人受伤。
2月9日，俄羅斯國防部表示，防空系統在庫爾斯克州上空擊落2架烏克蘭無人機，在布良斯克州上空擊落5架，在奧爾洛夫州上空擊落4架，在克拉斯諾達爾邊疆區上空擊落2架烏克蘭無人機，在黑海上空擊落6架。據《烏克蘭真理報》引述烏軍消息報道，無人機襲擊由烏克蘭國家安全局策劃，並襲擊了俄羅斯克拉斯諾達爾邊疆區伊利斯基和阿菲普斯基的兩座煉油廠，導致起火。
2月24日，俄羅斯國防部表示，於莫斯科時間凌晨0時15分，在俄羅斯庫斯克州及圖拉州擊落兩架烏軍無人機。

### 三月
3月2日，俄羅斯聖彼得堡市長表示，赤衛隊區發生「不明事件」，兩棟建築受損。俄羅斯傳媒則報道，當地遭到烏克蘭無人機。
3月5日，烏克蘭媒體《基輔郵報》亦表示，烏克蘭國防部情報總局無人機成功襲擊俄羅斯別爾哥羅德州古布金區一個油庫，導致其起火。別爾哥羅德州官員承認油庫受損。別爾哥羅德州州長表示，烏軍炮擊該州40次，並使用無人機襲擊舍別基諾鎮。庫斯克州長羅曼·斯塔洛沃伊特指控，烏克蘭對庫斯克州邊境城鎮格盧什科沃區進行炮擊，導致格盧什科沃火車站和庫爾巴基村斷電並發生火災。
3月8日，别尔哥罗德州遭到乌克兰无人机袭击，造成2人死亡、1人重伤。
3月9日，凌晨期間，俄羅斯城市塔甘羅格及庫斯克遭到無人機攻擊。 俄羅斯國防部稱，其防空部隊分別在別爾哥羅德、庫爾斯克、伏爾加格勒及羅斯托夫州攔截1架、2架、3架及41架烏克蘭無人機。羅斯托夫州州長瓦西里·尤里耶維奇·戈盧別夫稱，該州有一名緊急應變人員在襲擊中受傷。庫爾斯克州州長羅曼·斯塔羅沃特表示，一架烏克蘭無人機的碎片擊中該州一所醫療診所屋頂上，導致重症監護室病人被迫撤離。俄羅斯Telegram頻道報道，位於塔甘羅格的別里耶夫飛機公司遭襲擊。一架A-50預警機受損。
3月12日，俄羅斯地方政府官員宣稱，凌晨期間，多地遭到烏克蘭無人機襲擊，導致位於奧廖爾州奧廖爾市和下諾夫哥羅德州克斯托沃市的兩個油庫起火。別爾哥羅德州長格拉德科夫表示，無人機襲擊導致州内七個定居點斷電。
同日，親烏準軍事部隊「自由俄羅斯」軍團、俄羅斯志願軍團及「西伯利亞」營入侵別爾哥羅德州和庫爾斯克州。進攻方宣稱，他們已經攻佔位於庫爾斯克州的喬特基諾和別爾哥羅德州的洛佐瓦魯德卡。
3月15日，據報道，斯波拉杜希諾和波波沃-萊扎奇及其周邊地區繼續發生步兵交火。 中午過後不久，一枚火箭襲擊了別爾哥羅德，襲擊了民用建築和街道。
3月16日，俄羅斯志願軍團宣稱俘獲25名俄軍士兵。
3月17日，俄羅斯國防部表示，防空部隊分別在莫斯科州、別爾哥羅德州、卡盧加州、奧廖爾州、羅斯托夫州、雅羅斯拉夫爾州、庫爾斯克爾斯克州和克拉斯諾達爾邊疆區擊落35架無人機。俄羅斯傳媒報道，俄羅斯克拉斯諾達爾邊疆區庫班上斯拉維揚斯克的一家煉油廠遭到無人機襲擊，並發生火災，造成1人死亡。
3月18日，俄羅斯國防部表示，烏克蘭連續第三日襲擊別爾哥羅德市，上午8時30分左右使用RM-70多管火箭發射器發射多枚炮彈，防空部隊在別爾哥羅德州上空擊落10枚火箭彈，至少造成1人受傷。同日，自由俄羅斯軍團與俄羅斯志願軍團聲稱，過去數天以來，俄軍士兵當中有613名被擊斃，829名受傷，27名被俘虜。
3月19日，俄羅斯國防部表示，烏克蘭連續第四日襲擊別爾哥羅德市，上午10時30分左右使用RM-70多管火箭發射器發射多枚炮彈，防空部隊在別爾哥羅德州上空擊落9枚火箭彈，至少造成3人受傷。别尔哥罗德动物园的一只袋鼠遭到炮擊身亡。
3月20日，俄羅斯國防部表示，防空部隊在薩拉託夫州上空擊落4架無人機，在別爾哥羅德州擊落1架無人機。薩拉託夫州州長則表示，恩格斯市遭到無人機襲擊，沒有受傷或損壞。俄羅斯別爾哥羅德州州長表示，烏克蘭連續第五日襲擊別爾哥羅德市，至少造成1人死亡，2人受傷。
3月21日，俄羅斯國防部表示，烏克蘭連續第六日襲擊別爾哥羅德州，上午8時左右，烏軍使用RM-70多管火箭發射器發射多枚炮彈襲擊別爾哥羅德州地區，防空部隊在別爾哥羅德州上空擊落10枚火箭彈，包括別爾哥羅德市、杜博沃耶、諾瓦亞·德雷夫尼亞和梅斯基等地受襲，至少造成5人受傷。
3月22日，俄羅斯國防部表示，烏克蘭連續第七日襲擊別爾哥羅德州，上午7時30分左右，烏軍使用RM-70多管火箭發射器發射多枚炮彈襲擊別爾哥羅德市及其周邊地區，防空部隊在別爾哥羅德州上空擊落8枚火箭彈，至少造成1人死亡，2人受傷。
3月23日，俄罗斯薩馬拉州州長表示，萨马拉州一炼油厂遭到無人機襲擊後起火，防空部隊在另一個炼油厂上空擊落另一架无人机。俄羅斯國防部表示，在别尔哥罗德以及布良斯克州、萨拉托夫州和沃罗涅日州上空擊落另外12架无人机，共造成一人死亡。。俄防空部队在别尔哥罗德州上空摧毁RM-70多管火箭炮系统发射的19枚火箭弹。俄佔克里米亞塞瓦斯托波爾官員表示，晚上10時左右防空部隊在塞瓦斯托波爾市上空擊落10枚導彈，烏克蘭的導彈襲擊至少造成1人死亡，4人受傷。
3月25日，俄羅斯羅斯托夫州州長表示，凌晨期間，俄羅斯羅斯托夫州新切爾卡斯克熱力發電廠變電站起火，導致2台發電機組停止運作。據該州Telegram頻道報道，當地居民聽到約10架無人機飛躍上空。俄羅斯國防部表示，防空部隊在羅斯托夫州上空擊落11架烏克蘭無人機。
3月26日，俄羅斯別爾哥羅德州州長表示，烏克蘭午夜至凌晨期間襲擊別爾哥羅德和戈洛夫奇諾，至少造成5名平民受傷。俄羅斯聯邦安全局表示，成功阻止親烏準軍事部隊「自由俄羅斯」軍團、俄羅斯志願軍團及「西伯利亞」營成員在俄羅斯薩馬拉州的策劃的「恐怖襲擊」，該名男子自製炸彈並計劃安裝在人道主義援助接收點，在被捕時引爆身上炸彈死亡。
3月27日，俄羅斯別爾哥羅德州州長表示，一架烏克蘭無人機擊中別爾哥羅德市的一棟行政大樓。俄羅斯國防部表示，防室部隊在別爾哥羅德州上空擊落3架無人機。
3月29日，俄羅斯別爾哥羅德州州長格拉德科夫聲稱，烏軍於凌晨期間炮擊該州，導致別爾哥羅德市有17棟建築物和12輛汽車在襲擊中受損。
3月31日，俄羅斯國防部聲稱，於雅羅斯拉夫州擊落3架無人機，並於別爾哥羅德州擊落10枚RM-70吸血鬼火箭。

### 四月
4月1日，烏克蘭傳媒《基輔獨立報》引用烏克蘭國防部情報總局消息報道，烏克蘭使用無人機攻擊俄羅斯靼斯坦共和國的天竺葵-2攻擊無人機，即伊朗製見證者-136無人機的俄羅斯仿製版本的製造設施。俄羅斯傳媒則報道，烏克蘭無人機襲擊鞑靼斯坦州葉拉布加和下納卡姆斯克的工業設施，造成8人受伤。所有受伤者都是大学生，其中包括两名未成年人，沒有嚴重損失。另外，獨立報亦引用情報總局另一消息報道，一架烏克蘭遠端無人機襲擊俄羅斯靼臺坦工業設施，位於下涅卡姆斯克市全面其中一個最大的煉油廠。市长拉米尔·穆林則表示，無人机在袭击炼油厂前，因电子干扰而瘫痪。
4月2日，俄羅斯庫爾斯克州州長表示，防空系統在當地上空擊落4架無人機，損壞多幢建築物。
4月4日，俄羅斯國防部表示，防空部隊在別爾哥羅德州上空擊落3架烏克蘭無人機，在圖拉州上空擊落2架。庫爾斯克州長表，烏克蘭無人機深夜襲擊俄羅斯庫爾斯克地區，導致民用基礎設施受損。
4月5日，俄羅斯羅斯托夫州州長表示，凌晨烏克蘭對俄羅斯羅斯托夫州發動大規模襲擊，目標是莫羅佐夫斯克區的一個軍用機場，防空部隊擊落40多架無人機，一個變電站受損。被擊落的無人機殘骸擊中當地一栋公寓楼，造成八人受伤。烏克蘭軍方知情人士向烏克蘭傳媒《基輔獨立報》透露，烏克蘭國家安全局與烏克蘭軍方合作，對俄羅斯莫羅佐夫斯克空軍基地進行襲擊，Su-34戰鬥機和Su-27戰鬥機以該機場作為基地，並向烏克蘭軍事陣地和前線城市投擲空中炸彈，知情人士透露襲擊至少摧毀 6架軍用飛機，另有8架損壞，約有20名俄羅斯士兵被殺或受傷。烏克蘭方面亦表示，軍隊分別對萨拉托夫州的恩格斯军用机场、位于亚速海沿岸的叶伊斯克军用机场和库尔斯克的军用机场發動襲擊，其中在恩格斯军用机场造成3架图-95轰炸机受损，7名俄军人员死亡，在叶伊斯克军用机场有2架苏-25战机被摧毁，4名俄军人员死亡。
4月6日，俄羅斯國防部表示，防空部隊在別爾哥羅德州上空擊落烏克蘭軍隊從RM-70火箭發射器發射的10枚火箭彈，沒有傷亡報告。
4月7日，俄罗斯别尔哥罗德州州長表示，防空部隊在别尔哥罗德州上空击落4架乌克兰无人机，無人機殘骸造成1人死亡、4人受伤。
4月8日，烏克蘭國防部情報總局表示，位於波羅的海停靠在俄羅斯加里寧格勒飛地的俄羅斯暴徒級小型導彈艦「謝爾普霍夫號」起火損毀。烏克蘭傳媒《基輔獨立報》引述國防部情報總局消息報道，起火事件是情報總局特工所為，未有交代行動細節。
4月9日，俄羅斯布良斯克州州长表示，克利莫沃遭到烏克蘭炮击，造成至少两人死亡。俄罗斯國防部表示，在别尔哥罗德州和沃罗涅日州上空各攔截了2架無人機。
4月10日，俄罗斯國防部表示，防空系统夜间摧毁布良斯克地区上空的五架无人机。库尔斯克州州长表示，一架乌克兰无人机在库尔斯克州的一辆汽车上投下爆炸物，造成一名成人和两名儿童死亡。

### 八月
8月6日，俄罗斯國防部表示，烏克蘭武裝部隊当天從蘇梅方向開始向俄罗斯库尔斯克州展開行動，並襲擊駐扎在尼古拉耶沃-達里諾和奧列什尼亞等村庄的俄部队和边防警卫。直至2025年3月，俄軍重新控制蘇梅及鄰近區域，烏克蘭仍然佔領某些庫爾斯克州土地。

## 2025年

### 六月
2025年6月1日，乌克兰国家安全局针对俄罗斯境内几处空军基地发动袭击，包含位于北极的奥列尼亚空军基地和位于西伯利亚的别拉亚空军基地，摧毁了多架俄罗斯战略轰炸机和核轰炸机。乌克兰消息人士声称，乌克兰还对佳吉列沃空軍基地和伊万诺沃空军基地发动了进一步袭击，并声称摧毁了“超过”40架俄罗斯飞机，包括A-50、图-95和图-22M3。

## 反应

### 俄罗斯的反應
4月14日袭击事件发生后，布良斯克州的学校关闭，俄罗斯境內的四个地区加强了安全措施。  4月15日，為报复烏克蘭對俄羅斯境內發動的攻擊，俄罗斯朝乌克兰首都基辅發射了大量导弹。 此次導彈攻擊也是自俄罗斯停止2022年基辅攻势以來，對基輔規模最大的一次打擊。
2023年12月1日，俄罗斯当局宣布逮捕了一名被乌克兰国防部情报总局“招募”并“涉嫌‘破坏’”的俄罗斯裔意大利人。该男子被指控2022年7月对俄罗斯军用机场发动无人机袭击，并组织爆炸铁轨，导致俄罗斯中部货运列车脱轨。
莫斯科负责乌克兰罪行的无任所大使罗季翁·米罗什尼克 (Rodion Miroshnik) 表示，俄罗斯当局收集的数据显示，乌克兰的袭击在 2024 年 1 月 1 日至 3 月 31 日期间造成 俄方922 名平民伤亡，其中721人受伤，201 名平民被杀，还有 59 名俄罗斯儿童伤亡，其中 11 人死亡。从 1 月初到 3 月底，基辅已向俄罗斯民用设施发射了至少 22,000 发弹药，其中大部分由西方提供。

### 乌克兰的反應
乌克兰内政部顾问安東·格拉先科在談到4月13日布良斯克边境检查站的襲擊時没有明确承認或否认此次襲擊是否是乌克兰所為。 
乌克兰否认4月14日俄羅斯境內的袭击是由該國所發動。
袭击发生后，烏克蘭國家安全局公布了據稱是來自俄罗斯士兵的一段談話錄音，俄軍士兵表示為了嫁禍乌克兰，俄方故意向俄境內的村庄开火。
4月27日， 弗拉基米尔·泽连斯基的顾问米哈伊洛·波多利亚克在談到俄羅斯境內發生的爆炸時没有直接承认這些爆炸是烏克蘭所為。不過他表示不能對俄罗斯的入侵行為坐視不管。
2023年7月14日，乌克兰武装部队总指挥扎卢日内在接受美国《华盛顿邮报》采访时首次承认乌军对俄罗斯境內发动空中袭击。不過他表示相关军事行动均使用乌制武器，不涉及西方提供的军事装备。

### 美國的反應
美国表示不支持烏克蘭在俄境内发动攻击。

## 另見
- 米列罗沃空军基地袭击
- 2022年白俄羅斯鐵路戰爭
- 2022年俄羅斯不明原因火災
- 2022年克里米亚大桥爆炸事件
- 2023年克里米亞大橋爆炸事件